# Frohnleiten
Frohnleiten est une commune autrichienne du district de Graz-Umgebung en Styrie.

## Jumelage
- Schnaittach (Allemagne)[2]